# Yu-Gi-Oh! (kartaška igra)
Yu-Gi-Oh! Trading Card Game (u Aziji Yu-Gi-Oh! Official Card Game) kartaška je igra koju je osmislio i izdao Konami. Igra se temelji na mangi Yu-Gi-Oh! Kazukija Takashija, odnosno na izmišljenoj igri Duel Monsters (Dvoboj čudovišta), izvorno poznatoj kao Magic & Wizards (Čarolija i čarobnjaci), koja se povremeno prikazuje u epizodama mange, a okosnica je raznih anime-adaptacija.
Tvrtka Konami predstavila je kartašku igru 1999. u Japanu. U Sjevernoj Americi i Europi predstavljena je u ožujku 2002., gdje ju je u početku prodavao Upper Deck Company. Dana 7. srpnja 2009. uvrštena je u Guinnessovu knjigu rekorda kao najprodavanija igra kolekcionarskim kartama na svijetu jer je dotad diljem svijeta prodano više od 22 milijarde karata. Konami je do 31. ožujka 2011. diljem svijeta prodao 25,2 milijarde karata. Do siječnja 2021. širom svijeta prodano je otprilike 35 milijardi karata. Yu-Gi-Oh! Speed Duel, brža i pojednostavnjena inačica igre, predstavljena je u siječnju 2019. Yu-Gi-Oh! Rush Duel, druga ubrzana inačica igre, predstavljena je u travnju 2020. u Japanu.
S obzirom na to da je to jedna od najpopularnijih igara kolekcionarskim kartama, najvrednije karte iz igre među najskupljim su kartama te vrste.

## Igra
Igrači igraju na poteze. Na početku poteza svaki igrač izvlači kartu iz svojeg špila i postavlja karte na „igralište”. Svaki igrač ima špil koji sadrži između 40 i 60 karata te neobavezni dodatni špil („extra deck”), koji može sadržavati do 15 karata. Neobavezan je i sporedni špil („side deck”), koji također sadrži 15 karata; igrači između partija mogu zamijeniti neke karte iz glavnog špila onima iz sporednoga. Igrači smiju imati najviše tri primjerka iste karte u špilu i moraju se pridržavati ograničenja navedenih na Konamijevu popisu zabranjenih i ograničenih karata; pojedine karte smiju imati najviše u dva primjerka, u jednom primjerku ili ni u jednom. Svaki igrač na početku igre ima 8000 „životnih bodova” (LP) (premda u manje službenim partijama može imati manje ili više od toga), a glavna je svrha igre koristiti se napadima čudovišta (katkad i učincima karata) kako bi se protivniku smanjili životni bodovi. 
Igra završava kad se ispuni jedan od sljedećih uvjeta:
- kad jedan od igrača izgubi sve životne bodove
- kad jedan od igrača mora vući kartu, a ostao je bez špila.

Pojedine karte mogu igrača učiniti pobjednikom ili gubitnikom ako se ispune određeni uvjeti. Tako igrač primjerice može pobijediti ako u ruci ima svih pet karata koje zajedno tvore čudovište po imenu Exodia the Forbidden One, ako je na igralište postavio svih pet karata povezanih s kartom Destiny Board ili ako je odigrao kartu Ghostrick Angel of Mischief ispod koje je deset čudovišta.
Igrač se u bilo kojem trenutku može predati. Ako oba igrača u isto vrijeme ispune uvjet za pobjedu ili poraz (npr. ako obojica izgube sve životne bodove), igra je neriješena.

### Mjesta za karte
Karte se ovako dijele:
- Glavni špil (Main Deck): karte u glavnom špilu postavljaju se poleđinom prema gore i može ih biti između 40 i 60. Špil može sadržavati normalna čudovišta, čudovišta s moćima (Effect Monsters), ritualna čudovišta i pendulum-čudovišta. U špil se također uvrštavaju čarobne karte (Spell Card) i karte zamke (Trap Card).
- Dodatni špil (Extra Deck): ako postoji, sadrži karte postavljene poleđinom prema gore te sadrži spojena čudovišta (Fusion Monster), synchro-čudovišta, xyz-čudovišta i link-čudovišta. Pendulum-čudovišta postavljaju se licem prema gore na ovaj špil umjesto da se nakon uništenja polažu u groblje.
- Groblje (Graveyard ili GY): mjesto na koje se polažu karte kad su odbačene ili uništene. Onamo se polažu žrtvovana ili uništena čudovišta te većina čarobnih karata i karata zamki poslije aktivacije.
- Glavna mjesta za čudovišta (Main Monster Zones): dio igrališta razlomljen na pet dijelova na koja se postavljaju čudovišta nakon uspješna priziva. Prije pojave link-čudovišta bilo koja čudovišta mogla su zauzeti bilo koje od tih pet mjesta u bilo kojem trenutku. Poslije njihove pojave čudovišta iz dodatnog špila mogla su se samo posebno prizvati i postaviti na mjesto za dodatna čudovišta ili na glavno mjesto na koje upućuje link-čudovište. U travnju 2020. to je pravilo promijenjeno i otada se odnosi samo na link-čudovišta i pendulum-čudovišta prizvana iz dodatnog špila.
- Dodatna mjesta za čudovišta (Extra Monster Zones): predstavljena s link-čudovištima, riječ je o mjestima na koja se mogu postaviti čudovišta prizvana iz dodatnog špila. Ne pripadaju nijednom igraču dok se ne prizove čudovište koje zauzima takvo mjesto. Svaki igrač potom može zauzeti najviše jedno takvo mjesto.
- Mjesta za čarobne karte i karte zamke (Spell/Trap Zones): pet mjesta na koja se mogu postaviti čarobne karte ili karte zamke. Mjesto krajnje lijevo ili desno može se smatrati i pendulum-mjestom, odnosno na njih se mogu postaviti pendulum-čudovišta; tako se igrači mogu služiti pendulum-učincima i prizivati pendulum-čudovišta
  - Pendulum-mjesta, predstavljena u vrijeme serije Arc-V, u početku su se nalazila lijevo i desno od glavnih mjesta za čudovišta te čarobne karte i karte zamke. Međutim, u vrijeme serije VRAINS premještena su na krajnje lijevo i krajnje desno mjesto za čarobne karte i karte zamke.
- Polje (Field Zone): mjesto na koje se postavljaju čarobne karte koje utječu na igralište.
- Mjesto za karte izbačene iz igre (Banishment): mjesto na koje se postavljaju karte koje su iz igre izbacile druge karte.

### Dijelovi poteza
Potez svakog igrača odvija se u šest etapa.
- Izvlačenje karte (Draw Phase): igrač izvlači jednu kartu iz špila.[9]
- Čekanje (Standby Phase): igrač ne čini ništa konkretno; u tom dijelu dvoboja aktiviraju se učinci pojedinih karata.[9]
- Prva glavna faza (Main Phase 1): igrač može normalno prizvati čudovište ili ga položiti na igralište poleđinom prema gore (Set), aktivirati karte, promijeniti borbeni položaj čudovištu (pod uvjetom da nije prizvano tijekom tog poteza), odigrati čarobne karte i karte zamke ili ih položiti poleđinom prema gore.[9]
- Borba (Battle Phase): igrač može napasti protivnika koristeći se bilo kojim čudovištem na svojoj strani igrališta u napadačkom položaju. Napadački bodovi čudovišta koje napada uzimaju se u obzir kad se bori protiv protivničkog čudovišta. Ako su oba čudovišta u napadačkom položaju, čudovište s manje napadačkih bodova bit će uništeno i njegov će vlasnik izgubiti onoliko životnih bodova koliko ih ima kad se oduzmu napadački bodovi obama čudovištima (ako oba čudovišta imaju jednak broj napadačkih bodova, oba će biti uništena i nijedan igrač neće izgubiti životne bodove; ako nijedno čudovište nema napadačke bodove, čudovišta se ne uništavaju). Ako je napadnuto čudovište u obrambenom položaju i ima manje obrambenih bodova nego što čudovište koje napada ima bodova u napadu, to se čudovište uništava, a njegov vlasnik ne gubi nikakve životne bodove. Ako pak ima jednak broj bodova u obrani koliko ih u napadu ima čudovište koje ga napada, nitko ne gubi životne bodove i nijedno se čudovište ne uništava. Međutim, ako napadnuto čudovište ima više bodova u obrani nego što ih u napadu ima čudovište koje ga napada, vlasnik čudovišta koje napada gubi životne bodove jednake razlici između tih dviju vrijednosti te se nijedno čudovište ne uništava. Ako napadnutog igrača ne čuvaju čudovišta, igrač ga može napasti izravno te u tom slučaju napadnuti igrač gubi onoliko životnih bodova koliko ih u napadu ima čudovište koje ga je napalo. Igrač koji je na potezu može preskočiti borbu i prijeći na završnu fazu poteza.[9]
- Druga glavna faza (Main Phase 2): igrač može činiti sve ono što nije prethodno učinio u prvoj glavnoj fazi, ali ne smije ponavljati ono što je već učinio za vrijeme te faze. Primjerice, ne može normalno prizvati čudovište ili promijeniti borbeni položaj čudovištu koje je prizvano, napadnuto ili kojemu je promijenjen borbeni položaj u istom potezu. Ova faza počinje samo ako joj je prethodila borba.[9]
- Završna faza (End Phase): igrač izjavljuje da je dovršio potez. Učinci pojedinih karata aktiviraju se ili se okončavaju u vrijeme te faze.[9]

Na početku igre igrač koji je prvi na potezu ne smije vući kartu ni započinjati borbu.

### Vrste karata
Igru tvore tri vrste karata: čudovišta, čarobne karte i karte zamke. Igrači se služe čudovištima kako bi napali suparnika ili se branili od njega, a glavna im je svrha smanjiti protivničke životne bodove i svesti ih na nulu. Čarobne karte imaju različite učinke; mogu utjecati na snagu čudovišta, omogućiti dodatno izvlačenje karata ili ukloniti protivnikove karte s igrališta te se mogu aktivirati odmah ili se mogu postaviti na igralište poleđinom prema gore. Karte zamke postavljaju se unaprijed na igralište poleđinom prema gore te se mogu aktivirati tek nakon što igrač koji ih postavlja dovrši svoj potez i kad se ispune određeni uvjeti, npr. kad protivnik napadne igračevo čudovište.
Premda postoje iznimke, čudovišta uglavnom imaju napadačke i obrambene bodove koji određuju koliko su jaka u borbi, razinu iskazanu brojem zvjezdica (snažnija ih čudovišta uglavnom imaju više od slabijih), atribut zbog kojeg mogu biti podložna određenim učincima i opis u kojem se navodi vrsta čudovišta te bilo kakvi posebni učinci ili uvjeti za prizivanje. Čudovišta se na igralište mogu prizvati na tri glavna načina: normalno, žrtvovanjem ili posebno. Za vrijeme glavne faze igrač može normalno prizvati obično čudovište ili čudovište s posebnim moćima pod uvjetom da je riječ o čudovištu četvrte ili niže razine; može ga postaviti u napad licem prema gore ili ga postaviti poleđinom prema dolje u obrambeni položaj. Kako bi prizvao čudovište pete ili više razine, igrač mora žrtvovati jedno čudovište koje je već na igralištu ili više njih. Posebno se priziva uporabom učinaka pojedinih karata ili ispunjenjem uvjeta koje nalažu drukčiji oblici prizivanja, npr. kad je riječ o prizivanju karata iz dodatnog špila. Ako su uvjeti ispunjeni, takva prizivanja mogu se odvijati više puta u istom potezu.
U igri su ove vrste čudovišta.
- Normalna čudovišta (Normal, karta žute boje): čudovišta bez posebnih moći; na karti se samo opisuju. Nalaze se u glavnom špilu i mogu se prizivati normalno, žrtvovanjem ili posebno. Kako ne sadrže posebne učinke, na suvremenim se turnirima rijetko rabe osim ako ne postoji arhetip (niz tematski povezanih karata) koji se temelji na normalnom čudovištu ili normalnim čudovištima općenito. Primjeri takvih arhetipa jesu arhetip Dark Magician i Primite.
- Čudovišta s posebnim moćima (Effect, karta narančaste boje): čudovišta koja imaju barem jednu posebnu moć. Prizivaju se poput normalnih čudovišta.
- Čudovišta koja se prizivaju ritualom (Ritual, karta plave boje): nalaze se u glavnom špilu i uglavnom se mogu prizvati samo posebno – uporabom ritualne čarobne karte i žrtvovanjem određenih čudovišta kojima je zbroj zvjezdica jednak broju zvjezdica čudovišta koje se priziva ili veći.
- Čudovišta koja se spajaju (Fusion, karta purpurne boje): nalaze se u dodatnom špilu i prizivaju se uporabom karata s učinkom spajanja ili „fuzije”, primjerice čarobnom kartom Polymerization, te čudovištima navedenim u opisu prizivanog čudovišta. Takva se čudovišta katkad mogu prizvati i bez aktiviranja posebne čarobne karte i u tom se slučaju prizivaju nakon što igrač ispuni uvjete za čudovišta navedene u opisu same karte.
- Synchro-čudovišta (karta bijele boje): nalaze se u dodatnom špilu i prizivaju se žrtvovanjem jednog tuner-čudovišta te barem jednog čudovišta koje nije tuner, a kojima je zbroj zvjezdica jednak broju zvjezdica koje ima synchro-čudovište koje se priziva.
- Xyz-čudovišta (karta crne boje): nalaze se u dodatnom špilu i umjesto razine imaju rang. Za prizivanje su im potrebna barem dva čudovišta kojima je razina jednaka rangu čudovišta koje se priziva. Ta se čudovišta potom postavljaju ispod xyz-čudovišta, a naknadno se mogu poslati u groblje kako bi se aktivirala posebna moć prizvanog čudovišta. Neka takva čudovišta mogu se prizvati i uporabom čarobnih karata za veći ili manji rang (tako se prizivaju xyz-čudovišta većeg ili manjeg ranga od onog koje se rabi u prizivanju) ili se mogu prizvati uporabom njihovih posebnih moći te se tako mogu zaobići obični uvjeti za prizivanje.
- Pendulum-čudovišta (karta s gradijentom zelene i druge boje): inačice ostalih vrsta čudovišta koje ne završavaju u groblju nakon prizivanja na igralište, nego se postavljaju licem prema gore na vrh dodatnog špila. Pendulum-čudovišta mogu se postaviti na posebna pendulum-mjesta koja se nalaze na krajnje lijevom i krajnje desnom mjestu za čarobne karte i karte zamke, a odatle se mogu aktivirati njihove posebne pendulum-moći. Kad oba ta mjesta zauzimaju pendulum-čudovišta s različito uravnoteženim pendulum-vrijednostima, igrači tijekom glavne faze mogu posebno prizvati više čudovišta odjednom te pendulum-čudovišta iz dodatnog špila kojima broj zvjezdica ne prelazi granice vrijednosti navedenih na već prizvanim pendulum-čudovištima.
- Link-čudovišta (karta tamnoplave boje): nalaze se u dodatnom špilu; umjesto razine imaju link-vrijednosti i mogu se postaviti samo u napad. Za prizivanje im je potrebno jedno čudovište koje ispunjava određene uvjete ili više njih (link-vrijednosti određuju koliko je čudovišta potrebno za prizivanje). Mogu se prizvati i žrtvovanjem drugih link-čudovišta, a pritom se u obzir uzimaju njihove link-vrijednosti. Na kartama tih čudovišta nalaze se strelice koje, kad su usmjerene na ostala polja na igralištu, omogućuju drugim link-čudovištima da poslije prizivanja zauzmu upravo neko od tih polja umjesto jedno od regularnih polja za čudovišta. Link-čudovišta također mogu imati posebne moći koje se mogu aktivirati kad se s njima poveže neka druga karta.
- Token-čudovišta (karta sive boje): čudovišta niske razine koja se mogu prizvati samo učincima drugih karata. Te karte ne postoje izvan igrališta; kad ga napuste, izdvajaju se iz igre. Premda postoje službene karte na kojima su token-čudovišta, igrači umjesto njih mogu upotrebljavati i druge predmete koji u igri poprimaju tu ulogu, npr. kovanice.

Čudovišta s posebnim moćima dodatno se dijele ovako:
- Flip-čudovišta: posebne moći tih čudovišta aktiviraju se kad se na igralištu okrenu licem prema gore.
- Union-čudovišta: mogu se vezati za drugo čudovište ili se odvojiti od njega.
- Gemini-čudovišta: mogu se normalno prizvati na igralište kako bi stekla dodatne moći.
- Toon-čudovišta: igrač njima može izravno napasti suparnika ako suparnik nema vlastita toon-čudovišta.
- Spirit-čudovišta: vraćaju se igraču među karte u ruci na kraju završne faze poteza tijekom kojeg su prizvana ili okrenuta licem prema gore.
- Tuner-čudovišta: čudovišta nužna za prizivanje synchro-čudovišta.

Čarobne karte (Spell cards) zelene su boje i imaju različite učinke; neke od njih mogu, primjerice, oživiti uništena čudovišta. Igrač ih može aktivirati dok je na potezu ili ih može postaviti na igralište poleđinom prema gore i aktivirati ih naknadno, za vrijeme nekog drugog poteza. Šest je vrsta čarobnih karata:
- Normalne čarobne karte: čarobne karte koje se mogu aktivirati samo kad igrač ulazi u glavnu fazu svojeg poteza.
- Brzopotezne čarobne karte (Quick-play): mogu se aktivirati bilo kad dok je igrač na potezu ili se mogu postaviti na igralište poleđinom prema gore i aktivirati dok je drugi igrač na potezu. Međutim, ne mogu se aktivirati tijekom onog poteza u kojem su na igralište postavljene poleđinom prema gore.
- Trajne čarobne karte (Continuous): čarobne karte s učinkom koji traje dok se ne ispune uvjeti ili dok ne budu uništene.
- Karte opreme (Equip): karte koje se povezuju s čudovištem i opskrbljuju ga posebnim učincima. Miču se s igrališta ako ga čudovište napusti, ako se čudovište postavi poleđinom prema gore ili ako tu kartu uništi učinak neke druge karte.
- Karte polja (Field): karte koje se postavljaju na posebno mjesto i utječu na cijelo igralište. Svaki igrač može imati samo jednu takvu kartu na igralištu.
- Ritualne karte (Ritual): čarobne karte koje služe za ritualno prizivanje čudovišta.

Karte zamke (Trap cards) tamnoružičaste su boje, postavljaju se na igralište poleđinom prema gore i mogu se aktivirati tek nakon što igrač završi svoj potez; mogu se aktivirati i za vrijeme suparnikova poteza (tako funkcioniraju i brzopotezne čarobne karte ako su također postavljene na igralište poleđinom prema gore). Njima se uglavnom zaustavljaju protivnički potezi ili im čine protutežu. Tri su vrste karti zamki:
- Normalne karte zamke: obična karta zamka napušta igralište čim ostvari svoj učinak.
- Trajne karte zamke (Continuous): zamka ostaje na igralištu dok ne bude uništena ili dok ne ostvari svoj učinak.
- Karte protuteže (Counter): zamke koje se aktiviraju kad se aktiviraju neke druge karte.[9]

## Pravila

### Lanac
Lanac je naziv za niz učinaka koji se aktiviraju jedan za drugim. Omogućuje praćenje različitih efekata.
Lanac nastaje kad se na učinak jedne karte odgovara učinkom druge karte odnosno kad igrač aktivira kartu kojom odgovara na prethodno odigranu kartu koja još ne može utjecati na igru.
Ako igrač aktivira učinak neke karte, protivnik uvijek može odgovoriti učinkom neke od svojih karata.
- Ako protivnik odgovara učinkom, igrač može birati hoće li odgovoriti na protivnikov potez i produžiti lanac ili neće.
- Ako protivnik ne odgovori učinkom, igrač može aktivirati drugi učinak i stvoriti lanac odgovarajući na učinak vlastite karte. Nužni učinci moraju se aktivirati prije lanca, na njegovu početku ili kad se lanac okonča.

Svaki igrač može i dalje aktivirati učinke i uvrštavati ih u lanac. Lanac završava kad igrači ne žele ili ne mogu odigrati dodatne karte. U tom slučaju lanac se prekida, a učinci se aktiviraju od najnovijeg do najstarijeg, tj. prvo se aktivira učinak posljednje odigrane karte.
Igračima se savjetuje da ne pokreću učinke karata prije provjere je li nastao lanac; drugim riječima, svojeg suparnika moraju pitati žele li kako odgovoriti na učinak.

#### Primjer
Igrač je odigrao kartu Raigeki (normalnu čarobnu kartu koja uništava sva protivnička čudovišta) i time je napravio prvu kariku u lancu. Protivnik na Raigeki odgovara aktivacijom karte Destruction Jammer (karte protuteže koja sprječava uništenje čudovišta tako što igrač odbacuje jednu svoju kartu) kako bi poništio učinak Raigekija (tako Destruction Jammer postaje druga karika u lancu). Igrač potom igra Solemn Judgement (kartu protutežu koja onemogućuje prizivanje čudovišta i/ili aktivaciju čarobne karte ili karte zamke, ali igrač zauzvrat mora izgubiti pola svojih životnih bodova) i stvara treću kariku u lancu kako bi poništio učinak Destruction Jammera. Protivnik ne odgovara na Solemn Judgement te se učinci karata u lancu aktiviraju od najnovije do najstarije. Ishod izgleda ovako:
1. Aktivirana je karta Solemn Judgement: igrač gubi pola životnih bodova i poništava učinak karte Destruction Jammer.
2. Karta Destruction Jammer trebala je poništiti učinak Raigekija, no Solemn Judgement suzbija taj učinak.
3. Raigeki se uspješno aktivira i tako protivnik gubi sva čudovišta na igralištu.

Lanac može nastati samo kad se aktivira karta ili učinak neke karte. Prizivanje ili žrtvovanje čudovišta, mijenjanje borbenog položaja ili gubitak životnih bodova u skladu s učincima pojedinih karata ne smatraju se učincima koji tvore lanac. Zato nije moguće odgovoriti na lanac takvim potezima.

## O proizvodu
Karte su dostupne u početničkim špilovima (Starter deck), strukturiranim špilovima (Structure deck), boosterima i limenim kolekcionarskim kutijicama, a katkad su dostupne i kao promidžbene karte.

### Boosteri
Kao što je slučaj sa svim igrama koje se temelje na kartama za sakupljanje, karte se najviše distribuiraju paketićima poznatim kao boosteri („pojačivači”). Konami proizvodi paketiće koji sadrže pet ili devet nasumičnih karata ovisno o setu, a svaki set sadrži otprilike stotinu različitih karata. Međutim, rani paketići Upper Decka sadržavali su devet nasumičnih karata (različite rijetkosti i vrijednosti), a u svakom je setu moglo biti do sto trideset karata. Kako bi se išlo ukorak s novitetima u japanskoj inačici igre, dva izvorna seta ili više njih na zapadnom su se tržištu spajala u jedan. Noviji paketići Upper Decka samo slijede primjer već objavljenih japanskih setova. Pojedini se setovi ponovno tiskaju i izdaju (npr. Dark Beginnings Volume 1 i 2). Takvi setovi uglavnom sadrže više karata (između 200 i 250) i u svakom je paketiću dvanaest karata uz jednu kartu koja sadrži savjet. Od objave boostera Tactical Evolution 2007. svi paketići koji sadrže kartu koja po rijetkosti pripada kategoriji Holographic/Ghost Rare također sadrže i običnu rijetku kartu. Današnji setovi broje sto različitih karata. Postoje i posebni boosteri koji se dijele igračima koji sudjeluju na turnirima. Ti se setovi mijenjaju sa svakim turnirom i sadrže manje karata od običnih boostera. Do danas je objavljeno osam različitih boostera u seriji Tournament Packs, osam različitih boostera u seriji Tournament Packs i deset različitih boostera u seriji Turbo Packs.

### Duelantski paketići
Duelantski paketići (Duelist packs) nalik su na boostere, ali se temelje na kartama kojima se služe likovi u različitim anime-serijalima. U svakom je paketiću pet karata umjesto njih devet.

### Promidžbene karte
Pojedine se karte na zapadnom tržištu objavljuju na drukčije načine, primjerice u videoigrama ili uz izdanja Shonen Jump Magazinea. Te se karte često mogu nabaviti samo na te načine i ističu se po posebnoj rijetkosti ili se primjerci tih karata prvi put pojavljuju na tržištu. Povremeno se karte poput Elemental HERO Stratosa ili Chimeratech Fortress Dragona objavljuju u izmijenjenim inačicama. Najrjeđe promidžbene karte u ovoj igri među najskupljim su kartama takve vrste na svijetu.

## Glavni oblici igre
Turnire često organiziraju sami igrači ili prodavaonice karata. Konami, Upper Deck (koji danas više ne organizira turnire u Yu-Gi-Oh!-u) i Shonen Jump do danas su organizirali brojne turnire na svojem području. Na te turnire odlaze stotine igrača koji se natječu za nagrade, među kojima su rijetke promidžbene karte.
Na turnirima postoje dva oblika igre; svaki oblik sadrži posebna pravila i ograničava uporabu pojedinih karata.
Napredni oblik igre rabi se na svim službenim turnirima (jedina su iznimka pojedini oblici igre pod imenom Pegasus League odnosno Pegasus Challenge). U tom obliku igre slijede se sva uobičajena pravila, ali se i potpuno zabranjuje uporaba pojedinih karata koje se smatraju prejakim ili neprikladnim za turnire. Te se karte nalaze na posebnom popisu zabranjenih karata. Određene su karte ograničene ili djelomično ograničene, tj. igrač u glavnom i sporednom špilu zajedno može imati samo jednu takvu kartu ili najviše dvije. Taj se popis ažurira nekoliko puta godišnje i drže ga se svi turniri na kojima se igra taj oblik igre.
Tradicionalni oblik igre osmišljen je u listopadu 2004. U tom obliku igre igrači mogu imati najviše jedan primjerak svih karata koje su u naprednom obliku igre uvrštene na popis zabranjenih karata, a sva su ostala pravila jednaka. Ovaj oblik rijetko se rabi na turnirima.
Uspjeh na turnirima nekoć se zabilježavao na svjetskim rang-ljestvicama te je u uporabi bio sustav vrednovanja pod imenom COSSY. COSSY je umirovljen 23. ožujka 2017.
Postoji i oblik igre pod imenom Time Wizard koji se temelji na pravilima, primjercima određenih karata i ograničenjima koja su vrijedila u nekom prošlom razdoblju te igre.

## Ostali oblici igre

### Yu-Gi-Oh!Speed Duel
Yu-Gi-Oh! Speed Duel (hrv. „brzi dvoboj”) poseban je oblik igre koji je predstavljen diljem svijeta u siječnju 2019. Nadahnut videoigrom Yu-Gi-Oh! Duel Links, čini ga manje igralište i oslanja se na jednostavnija pravila, ali sadrži i novu vrstu karata – karte vještine (Skill card). Te se karte temelje na različitim likovima iz anime-serijala. Kako bi se karta mogla upotrebljavati u tom obliku igre, na karti se mora nalaziti natpis „Speed Duel”. Karte bez tog natpisa nisu dopuštene u tom obliku igre, ali karte s tim natpisom mogu se upotrebljavati u svim drugim oblicima igre. Karte vještine mogu se upotrebljavati samo u tom obliku igre.
Dvoboji u tom obliku igre uglavnom traju desetak minuta.
Speed Duel uglavnom slijedi ista pravila kao i napredni oblik igre, ali od njega se razlikuje ovako:
- svaki igrač ima tri glavna mjesta za čudovišta, tri mjesta za čarobne karte i karte zamke, jedno mjesto za karte polja i jedno groblje
  - ne postoje dodatna mjesta za čudovišta
- nema druge glavne faze
- svaki igrač na početku dvoboja ima 4000 životnih bodova
- svaki igrač na početku dvoboja ima četiri karte u ruci
- glavni špil sadrži između 20 i 30 karata
- dodatni špil može sadržavati do šest karata
- sporedni špil može sadržavati do šest karata
- svaki igrač može upotrijebiti najviše jednu kartu vještine
- na svim kartama mora biti natpis „Speed Duel”.

### Yu-Gi-Oh!Rush Duel
Yu-Gi-Oh! Rush Duel (hrv. „užurbani dvoboj”) oblik je igre predstavljen u Japanu u travnju 2020. uz anime-serijal Yu-Gi-Oh! Sevens. U tom obliku igre rabe se drukčije karte od onih objavljenih u OCG i TCG inačicama premda se pojedine karte ipak pojavljuju i u Rush Duelu. Pravila u tom obliku igre nalik su na ona u Speed Duelu, ali su dorađena kako bi igra bila još brža.
- Na igralištu se nalaze samo tri glavna mjesta za čudovišta i tri mjesta za čarobne karte i karte zamke, a dodatnih mjesta za čudovišta i pendulum-mjesta nema.
- Svaki potez sadrži izvlačenje karte, glavnu fazu, borbu i završnu fazu. U tom obliku igre nema čekanja i druge glavne faze.
- Svaki igrač na početku igre ima četiri karte, a igrač koji igra prvi odmah može vući dodatnu kartu. Igrači na početku poteza moraju vući karte dok u ruci ne skupe njih pet. Ako igrač u ruci već ima pet karata ili više njih, može izvući samo jednu kartu. Igrači mogu imati neograničen broj karata u ruci. Međutim, ako igrač ne može izvući onoliko karata koliko nalažu pravila (npr. ako uopće nema karte u ruci, a na početku faze izvlačenja u špilu ima samo četiri karte ili manje njih), odmah gubi u dvoboju.
- Igrači u jednom potezu mogu normalno prizivati i žrtvovati čudovišta koliko je god to moguće.
- Pojedine karte, npr. Blue-Eyes White Dragon, sadrže oznaku na kojoj piše „legenda”. Svaki igrač može imati najviše tri takve karte u špilu, tj. po jednu za svaku vrstu karte (čudovište, čarobna karta, karta zamka).
- Svakom čudovištu s posebnom moći ta se moć ograničava; učinak jedne karte može se upotrijebiti samo jednom, ali učinak drugog primjerka iste karte također se može upotrijebiti samo jednom.
- Osim normalnih čudovišta i čudovišta s posebnim moćima postoje još dvije vrste čudovišta – maksimalna i spojena (fusion). Maksimalna čudovišta nastaju kad se tri povezana čudovišta nađu u ruci te se mogu prizvati na igralište u „maksimalnom” obliku. Tada se smatraju jednim moćnim čudovištem koje ima onoliko napadačkih bodova koliko ih ima glavna karta.[19] Spojena čudovišta nalik su na čudovišta koja nastaju spajanjem u glavnoj igri; nalaze se u dodatnom špilu i prizivaju se nakon što se upotrijebe karte koje omogućuju spajanje i nakon što se čudovišta potrebna za spajanje pošalju s igrališta u groblje. Pojedina spojena čudovišta drukčije su vrste od onih koja se rabe za spajanje. Primjerice, spojeno čudovište vrste cyborg nastaje kad se spoje čudovište vrste machine i čudovište drukčije vrste. Poneka spojena čudovišta igraču nude da izabere jednu posebnu moć ili više njih dok su na potezu ako ispune sve uvjete.[20]

## Usporedbe s drugim medijima
Igra je u izvornoj inačici, onoj koja se pojavila u mangi Yu-Gi-Oh! Kazukija Takahashija pod imenom Magic & Wizards, imala manje složenu strukturu i nije sadržavala brojna pravila naknadno uklopljena u igru. Također je zanemarivala pojedina pravila kako bi priča bila zanimljivija čitateljima. Kad su se događaji u mangi i anime-serijalu počeli odvijati u Battle Cityju, u priču su uvedena čvršća pravila, npr. pravila o žrtvovanju čudovišta. Pravila u serijalu počela su biti više nalik na ona sadržana u stvarnoj kartaškoj igri netom prije početka anime-serijala Yu-Gi-Oh! GX. Likovi u animeu služe se kartama koje su slične stvarnim kartama, no pojedina čudovišta i pojedini učinci ipak se međusobno razlikuju, a neke karte postoje samo u mangi i animeu. Pojedine karte koje su prije postojale samo u animeu naknadno su otisnute, a učinci su im prilagođeni potrebama stvarne kartaške igre. U serijalu Yu-Gi-Oh! 5D's pojavio se tip karte poznat kao Dark Synchro; likovi u animeu mogli su se služiti tzv. dark tunerima kako bi prizvali dark synchro-čudovišta negativnih razina. Takve su se karte pojavile u videoigri za PlayStation Portable pod imenom Yu-Gi-Oh! 5D's Tag Force 4, a dark synchro-čudovišta iz animea naknadno su dodana standardnoj kartaškoj igri kao standardna synchro-čudovišta. U serijalu Yu-Gi-Oh! Arc-V pojavljuju se akcijske karte (Action Cards), što su čarobne karte i karte zamke koje se rabe u tzv. akcijskim dvobojima (Action Duels) koji se ne mogu održati u stvarnom svijetu. U filmu Yu-Gi-Oh!: The Dark Side of Dimensions pojavljuje se oblik prizivanja poznat kao dimenzijsko prizivanje (Dimension Summoning). Pri tom prizivanju igrači mogu slobodno prizvati čudovište odlučivši koliko bi trebalo imati napadačkih i obrambenih bodova, ali kad se to čudovište uništi, gube onoliko životnih bodova koliko ih ukupno to prizvano čudovište ima u napadu i obrani.
Zanemare li se filmovi Pyramid of Light i The Dark Side of Dimensions, u kojima se karte prikazuju onako kako se prikazuju u engleskoj inačici stvarne kartaške igre, u svim anime-serijalima koje je za zapadno tržište u početku prilagođavao 4Kids Entertainment, a potom Konami Cross Media NY, izgled karata izmijenjen je kako bi se razlikovale od stvarnih karata u skladu s propisima američke Federalne komisije za komunikacije glede reklama duljeg trajanja, ali i kako bi serija bila više utrživa u državama u kojima se ne govori engleski jezik. Stoga karte u serijama sadrže samo pozadinu, ilustraciju, razinu odnosno rang, atribut te napadačke i obrambene bodove.

## Kontroverzije

### Pobuna u Tokyo Domeu
U kolovozu 1999. Konami je održao turnir u Tokyo Domeu samo za pozvane goste; na njemu su sudionici mogli kupovati paketiće u kojima su bile karte u ograničenoj nakladi. Iako je događaj bio samo za pozvane, prostor je ubrzo pretrpalo više od 55 tisuća djece i njihovih roditelja. Bojeći se prevelike gužve, Konami je otkazao događaj dok se još odvijao. Ta je odluka uzrujala neke od prisutnih jer su, u nadi da će nabaviti karte, čekali četiri sata i potom su saznali da ih ipak neće dobiti. Pozvana je policija kako bi smirila situaciju.
Zbog toga se nijedan događaj povezan s Yu-Gi-Oh!-om nije održao u Tokyo Domeu do 2024., gotovo 25 godina poslije incidenta.

### Spor Konamija i Upper Decka
Od ožujka 2002. do prosinca 2008. Konamijeve je karte izvan Azije distribuirao Upper Deck Company. U prosincu 2008. Konami je podnio tužbu protiv Upper Decka tvrdeći da Upper Deck distribuira lažne Yu-Gi-Oh!-karte izrađene bez Konamijeve suglasnosti. Upper Deck također je podnio tužbu protiv Konamija za klevetu i tvrdeći da je prekršio ugovor. Nekoliko mjeseci poslije federalni sud u Los Angelesu zabranio je Upper Decku da službeno distribuira karte i naložio mu je da sa svojih internetskih stranica ukloni Yu-Gi-Oh!-karte. U prosincu 2009. sud je odlučio da je Upper Deck odgovoran za krivotvorenje karata i odbacio je tužbu Upper Decka protiv Konamija. Konami sada izrađuje karte za Yu-Gi-Oh Trading Card Game i distribuira ih. Organizira regionalne i nacionalne turnire te i dalje objavljuje nove proizvode povezane s kartaškom igrom.

### Spor s Beyond Comicsom
Godine 2008. Graig Weich, osnivač tvrtke Beyond Comics Inc., podnio je tužbu Okružnom sudu Sjedinjenih Američkih Država za južni okrug New Yorka protiv tvrtki Konami Digital Entertainment Co., Nihon Ad Systems (NAS), 4Kids Entertainment, Upper Deck Company i ostalih zbog navodnog kršenja autorskih prava, kršenja prava na prepoznatljivi izgled i nepravedne konkurencije. U žalbi stoji da su Konami i povezane tvrtke nezakonito kopirali izgled Weichova strip-junaka Ravedactyla, koji je osmislio 1993., i iskoristili ga za ilustraciju lika Elemental HERO Air Neosa, koji se pojavljuje u kartaškoj igri Yu-Gi-Oh! i povezanoj anime-seriji.
U podnesku sudu piše da je Ravedactyl često reklamiran na industrijskim kongresima, među kojima su San Diego Comic-Con i MIPCOM, i da se pojavio u stripovima, filmovima i prototipima igračaka. Beyond Comics izjavio je da su Konami i NAS imali izravan pristup liku i da su za dizajn Air Neosa protupravno prisvojili nekoliko istaknutih obilježja Ravedactyla, među kojima su kaciga, krila, raspored boja i općenit stav. U tužbi se također navode izjave Kazukija Takashija, tvorca Yu-Gi-Oh!-a, u kojima je potvrdio da su ga tijekom rada na kartama u seriji Elemental HERO nadahnuli superheroji iz američkih stripova te da su on i ostali Konamijevi zaposlenici bili na većini takvih događaja.

## Vanjske poveznice
- Službene stranice tvrtke Konami o Yu-Gi-Oh!-u
- Službena baza podataka o Yu-Gi-Oh!-kartama